# Максимівка (Сватівський район)
Макси́мівка — село в Україні, у Троїцькій селищній громаді Сватівського району Луганської області. Населення становить 112 осіб. Орган місцевого самоврядування — Багачанська сільська рада.

## Населення

### Мова
Розподіл населення за рідною мовою за даними перепису 2001 року:
| Мова       | Кількість | Відсоток |
| ---------- | --------- | -------- |
| українська | 106       | 94.64%   |
| російська  | 6         | 5.36%    |
| Усього     | 112       | 100%     |